# Брекингриџ Сентер (Кентаки)
Брекингриџ Сентер (енгл. Breckinridge Center) насељено је место без административног статуса у америчкој савезној држави Кентаки.

## Демографија
По попису из 2010. године број становника је 2.080, што је 206 (11,0%) становника више него 2000. године.
| Група             | 2000.       | 2010.         |
| Белци             | 742 (39,6%) | 1.040 (50,0%) |
| Афроамериканци    | 934 (49,8%) | 902 (43,4%)   |
| Азијати           | 6 (0,3%)    | 21 (1,0%)     |
| Хиспаноамериканци | 145 (7,7%)  | 83 (4,0%)     |
| Укупно            | 1.874       | 2.080         |